# Televisión Nacional de Haití
Télévision Nationale d'Haïti (TNH) (en español: Televisión Nacional de Haití) es el canal estatal de televisión en Haití. Es el segundo canal de televisión más antiguo de Haití, siendo Télé Haiti (Canal 2 y Canal 4, con este último transmitiendo en inglés) el primero.
TNH, al igual que Télé Haití, cubre la mayoría del territorio haitiano. Existen otros canales de televisión locales en Haití, pero TNH posee un mayor dominio sobre la teleaudiencia nacional.

## Historia
Télévision Nationale d'Haiti fue fundada el 23 de diciembre de 1979, estando en ese entonces bajo la supervisión del Ministerio de Información y Coordinación.
En 1987, TNH se fusionó con la Radio Nationale (Radio Nacional de Haití) para conformar una red llamada RTNH (Radio Télévision Nationale d’Haiti; Radiotelevisión Nacional de Haití en español), para posteriormente retomar su primer nombre. En 1995, la supervisión de Télévision Nationale d'Haiti pasó al recién creado Ministerio de Cultura.
El presentador de los informativos de TNH, Johny Joseph, murió de cáncer el 23 de junio de 2009.
Durante el terremoto del 12 de enero de 2010, el edificio del canal resistió debido a su estructura antisísmica. Inmediatamente después del desastre se reanudaron las emisiones. Desde el 14 de enero los periodistas haitianos volvieron a emitir los informativos en directo. Sin embargo, las dependencias de la televisora permanecen desocupadas debido a que el personal (técnicos y periodistas) prefieren trabajar en los exteriores que rodean al edificio.